# Robert P. Lamont

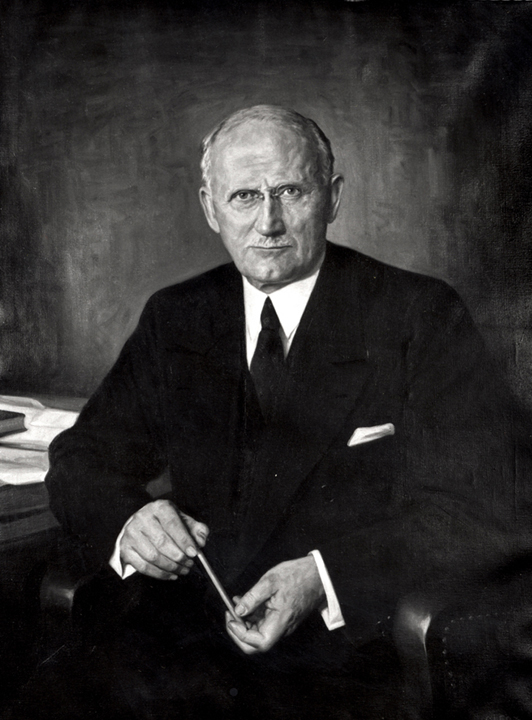
Robert P. Lamont

Robert Patterson Lamont, född 1 december 1867 i Detroit, Michigan, död 20 februari 1948 i Chicago, Illinois, var en amerikansk republikansk politiker och affärsman. Han var USA:s handelsminister 1929-1932.
Lamont var verksam inom näringslivet i Chicago. Han tjänstgjorde som biträdande handelsminister under Warren G. Harding. Herbert Hoover utnämnde 1929 Lamont till handelsminister. Den stora depressionen bröt ut under Lamonts tid som minister. Han avgick 1932 för att återvända till affärslivet.
Summerwind, som på 1920-talet var Lamonts sommarhus i Wisconsin, har sedermera nått ryktbarhet som spökhus. Enligt legenden ska Lamont ha avfyrat sin pistol mot något som han trodde att var ett spöke.